# Języki bantu D

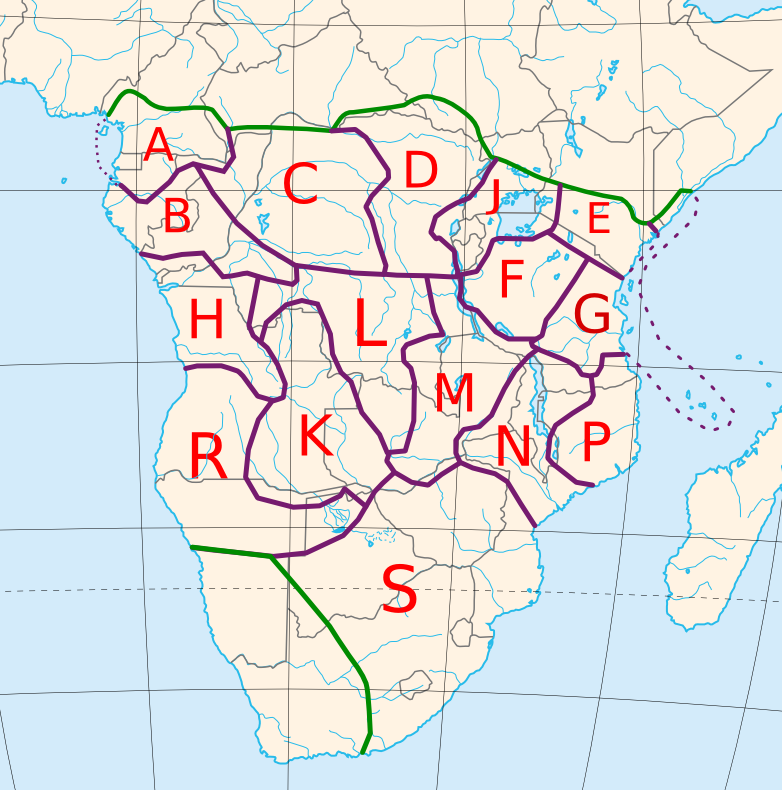
Strefy języków bantu

Języki bantu D – grupa geograficzna języków bantu z wielkiej rodziny języków nigero-kongijskich. Swoim zasięgiem obejmuje Kongo, Sudan Południowy, Republikę Środkowoafrykańską i Ugandę.

## Klasyfikacja
Poniżej przedstawiono klasyfikację języków bantu D według Guthriego zaktualizowaną przez J.F. Maho. Klasyfikacja Ethnologue bazuje na klasyfikacji Guthriego, jednak odbiega od niej znacznie, m.in. stosuje inny kod – trzyliterowy oparty na ISO 639 i inaczej grupuje języki.

### D10Języki mbole-ena
D11 mbole
D12 lengola
D13 metoko – mituku
D14 enya – ena, genya
D14A ena w Kisangani
D14B ena w Kongolo
D141 zura – zula

### D20Języki lega-holoholo
D201 liko – lika
D21 ba(a)li – południowo-wschodni bua
D211 kango – dikango
D22 amba – kwamba, rwamba
D23 komo – kumu
D24 songola – songoora, północny binja
D25 lega-mwenga – lega-ntara, isile
D251 lega-malinga – lega-szabunda, włączając: kanu, kwami
D26 zimba – nyangwe, południowy binja
D27 bangubangu
D28 holoholo
D28a kalanga – guha, zachodni holoholo
D28b wschodni holoholo †
D281 tumbwe – etumbwe
D282 lumbwe
D20 – nowe języki:
D20A gengele
D20B vamba †

### D30Języki bira-nyali
D301 kari – kare
D302 guru – boguru, kogoro ?†
D303 ngbinda – ngminda
D304 homa †
D305 nyanga-li ?†
D306 gbati-ri ?†
D307 mayeka ?†
D308 bodo ?†
D31 bhele – peri, pere
D311 bila – leśny bira
D312 kaiku
D313 ibutu – mbuttu
D32 bira – równinny bira, sese, sumbura
D33 nyali – „huku”
D331 bvanuma – południowy nyali
D332 budu – bodo, ebudu
D333 ndaaka
D334 mbo – imbo
D335 beeke – ibeeke
D336 ngbee – lingbee ?†

### D40Języki nyanga
D41 zob. JD40
D42 zob. JD40
D43 nyanga

### D50Języki bembe-buyi
D501-D531 zob. JD50
D54 bembe
D55 buyi
D56 zob. JD50